# Physalis minuta
Physalis minuta är en potatisväxtart som beskrevs av Robert Fiske Griggs. Physalis minuta ingår i släktet lyktörter, och familjen potatisväxter. Inga underarter finns listade i Catalogue of Life.